# ケンドールの順位相関係数
ケンドールの順位相関係数（けんどーるのじゅんいそうかんけいすう、英: Kendall rank correlation coefficient）やケンドールのタウ係数（英: Kendall's Tau coefficient）は、順位（Ranking)間の相関計測に用いられ、相関の強さを表す。言い換えれば、それは複数のデータ間（cross tabulations）の関連性（association）の強さを表す。1938年にモーリス・ケンドール（Maurice Kendall）によって開発された。
順位相関を計測する別の方法としてはスピアマンの順位相関係数があるが、両者はほぼ同じ傾向を示す。

## 定義
順位データ x = (x1, …, xn) と  y = (y1, …, yn) とのケンドールの順位相関係数 τ は次で定義される。
{\displaystyle {\begin{aligned}\tau &={\frac {K-L}{\binom {n}{2}}}\\K&=\#\left\{\,\{i,j\}\in {\binom {[n]}{2}}\mid x_{i}\lessgtr x_{j},\ y_{i}\lessgtr y_{j}\,\right\}\\L&=\#\left\{\,\{i,j\}\in {\binom {[n]}{2}}\mid \neg (x_{i}\lessgtr x_{j},\ y_{i}\lessgtr y_{j})\,\right\}\end{aligned}}}
ここで K（または L ）は n 項目から2項目を選んだときに順位関係が一致（または不一致）する組の数である。τ の分母は二項係数である。# は元の個数（濃度）を表す。また {\displaystyle [n]:=\{1,\dotsc ,n\}} であり、集合 X と自然数 k に対して {\displaystyle {\binom {X}{k}}} は X の k 個の元からなる部分集合全体を表す。{\displaystyle \lessgtr } は < または > を表し（複号同順）、{\displaystyle \neg } は否定を表す。

## 特性
ケンドールの順位相関係数 τ は以下の特性を持つ。
- 順位が完全に一致している（すなわち L = 0）ならば τ = +1 である。
- 順位が完全に一致していない（すなわち K = 0）ならば τ = −1 である。
- 他のすべての場合には係数の値は−1と+1の間にあり、値の増加は相関の増大を意味する。順位が完全に独立しているなら、係数の値は0である。